# Aire urbaine d'Évreux
L'aire urbaine d'Évreux est une aire urbaine française centrée sur l'unité urbaine d'Évreux, dans l'Eure. Composée de 88 communes, elle comptait 111 449 habitants en 2012.

## Caractéristiques en 1999
D'après la définition qu'en donne l'INSEE, l'aire urbaine d'Évreux est composée de 76 communes, situées dans l'Eure
. Ses 97 177 habitants font d'elle la 81e aire urbaine de France.
4 communes de l'aire urbaine sont des pôles urbains.
Le tableau suivant détaille la répartition de l'aire urbaine sur le département (les pourcentages s'entendent en proportion du département) :
| Département | Communes | Communes (%) | Superficie (km²) | Superficie (%) | Population (1999) | Population (%) |
| ----------- | -------- | ------------ | ---------------- | -------------- | ----------------- | -------------- |
| Eure        | 76       | 11,3         | 637,83           | 10,6           | 97 177            | 18,0           |